# J.L. Sträter

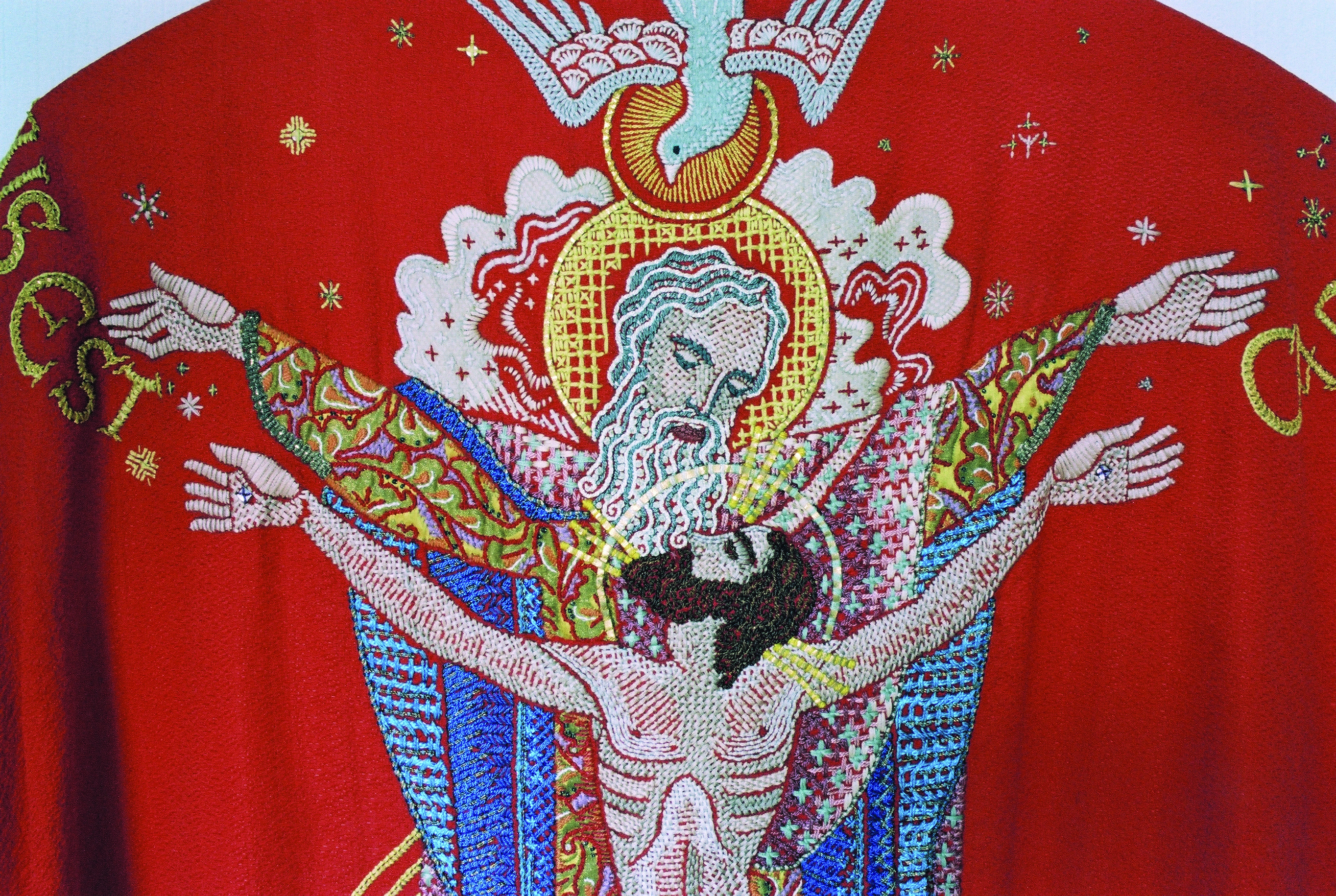
Detail van een kazuifel uit het atelier van J.L. Sträter uit circa 1950-1955. Afgebeeld is de drie-eenheid, met de gekruisigde Christus.

J.L. Sträter was een katholiek borduuratelier, gevestigd in de Nederlandse stad Hilversum (1927-1980).

## Oprichting en bloei
Joseph Lodewijk (Joop) Sträter (1903-1988) trad in 1927 in de voetsporen van zijn vader, een Hilversumse koopman in manufacturen. Net terug uit de stad Lyon, de belangrijkste leverancier van zijde in Europa, startte hij zijn eigen handel in ‘paramenten, vaandels en andere kerkelijke benoodigdheden’, in eerste instantie vanuit het ouderlijk huis. Eind jaren veertig noemt hij als zijn leverancier Victor Perret et Compagnie te Lyon, mogelijk dateert deze relatie al uit het begin van zijn carrière. Dankzij zijn huwelijk in 1933 met Gerarda Maria Johanna Feitz (1905-2005), die een eigen kapitaal meebracht, kon Sträter in dat jaar een eigen borduuratelier oprichten.
In de jaren dertig groeide dit atelier gestaag. Met de uitvoering van het werk van Wim Nijs (vanaf 1935) en Jacques H.A.M. de Wit (vanaf 1936) verwierf het atelier al snel waardering. In 1938 werd er een filiaal gevestigd in ’s-Hertogenbosch, dat in 1942 verplaatst werd naar Vught.
Aan het einde van de Tweede Wereldoorlog waren grondstoffen nauwelijks meer verkrijgbaar en daalde de productie naar een minimum. Het lukte J.L. Sträter echter al snel om na de oorlog – in samenwerking met andere paramentenproducenten – de import op gang te brengen. Al snel werkten er weer zo’n vijftien meisjes in het atelier. De grote bloei van het atelier was begonnen.
In de jaren 1946-1949 fuseerden drie belangrijke Nederlandse ateliers – J.L. Sträter, P.P. Rietfort en Cox & Charles – tot de Verenigde Paramenten-Ateliers. J.L. Sträter en J.M. van de Pavoordt van Rietfort vormden de directie. J. Cox, die al op leeftijd was, werd procuratiehouder. Er ontstond een taakverdeling. Het handborduurwerk werd hoofdzakelijk uitgevoerd in het atelier van Sträter te Hilversum, waar met name ontwerpen van Jacques de Wit werden uitgevoerd, in de jaren vijftig ook van Ella Sliedrecht. Rietfort zou vooral functioneren als verkooppunt voor werk uit de andere ateliers. Dit bedrijf was al voor de oorlog grotendeels afhankelijk geweest van de import en had eind jaren veertig nog slechts een professionele borduurwerkster in dienst. Alleen het linnenwerk, het eenvoudige borduurwerk en het assemblagewerk werden uitgevoerd in het Haarlemse atelier. Alle in Haarlem verkochte paramenten werden van een eigen merk voorzien, waardoor de klant het idee kreeg dat hij kon kiezen tussen de twee ateliers. Cox & Charles richtte zich op het machinale borduurwerk, het zogenaamde kurbelwerk, en het galonnenwerk: eenvoudige paramenten met een decoratie van galon. Er waren in dat atelier tien à vijftien naaisters en borduurwerksters in dienst. Anton A.J. Heyn (1904) was in dienst als ontwerper voor Cox & Charles, daarnaast ontwierp J. Cox zelf. Zijn zoon Eugenius Josephus Maria Cox (1900) werd na de fusie vertegenwoordiger voor Sträter.
Sträter behoorde met A.W. Stadelmaier uit Nijmegen tot de belangrijkste naoorlogse borduurateliers van Nederland. Eind jaren vijftig werkten er ongeveer zestig meisjes in het atelier. Er waren zeven vertegenwoordigers in dienst, onder andere voor alle Nederlandse bisdommen, Zwitserland en Oostenrijk, België en Amerika. Het atelier had een goede naam, wat mede leidde tot de opdracht voor het borduren van het Nederlandse wapen achter de troon in de Ridderzaal. Een andere belangrijke opdrachtgever was de Saint Patrick's Cathedral te New York.

## Vormgeving

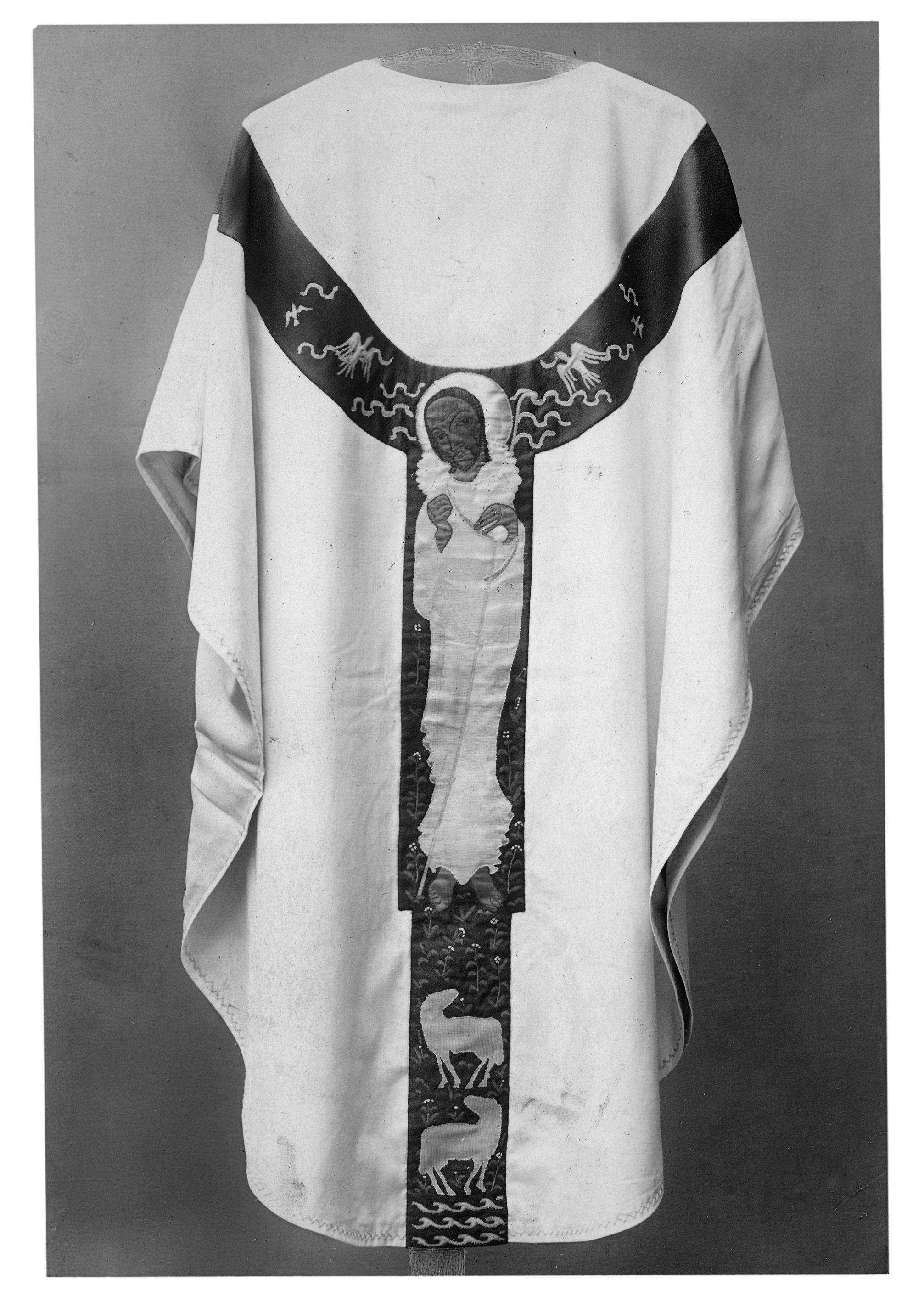
Een vroeg kazuifel uit het atelier van J.L. Sträter, naar ontwerp van Wim Nijs.

Vanaf 1935 liet de ontwerper Wim Nijs (1902-1961) vaandels en gewaden uitvoeren in het atelier van Sträter. Het werk van Nijs is uitgevoerd in applicaties van effen (natuur)zijde, tegen een achtergrond van eveneens effen satijn of fluweel. Alleen de contouren en de gelaatstrekken zijn aangegeven met borduurwerk. Nijs hield zich sterk aan de begrenzing van de opgezette banden en liet ruimte vrij tussen de decoraties. Kenmerkend zijn de gaffelvormige kruisen met kleine, trapvormige verspringingen. Het accent bij de figuren ligt op het hoofd, de handen en de voeten, die lang en sierlijk zijn en doen denken aan vroegchristelijke kunst. Rondom de figuren zijn terughoudend decoraties in borduurwerk aangebracht. 

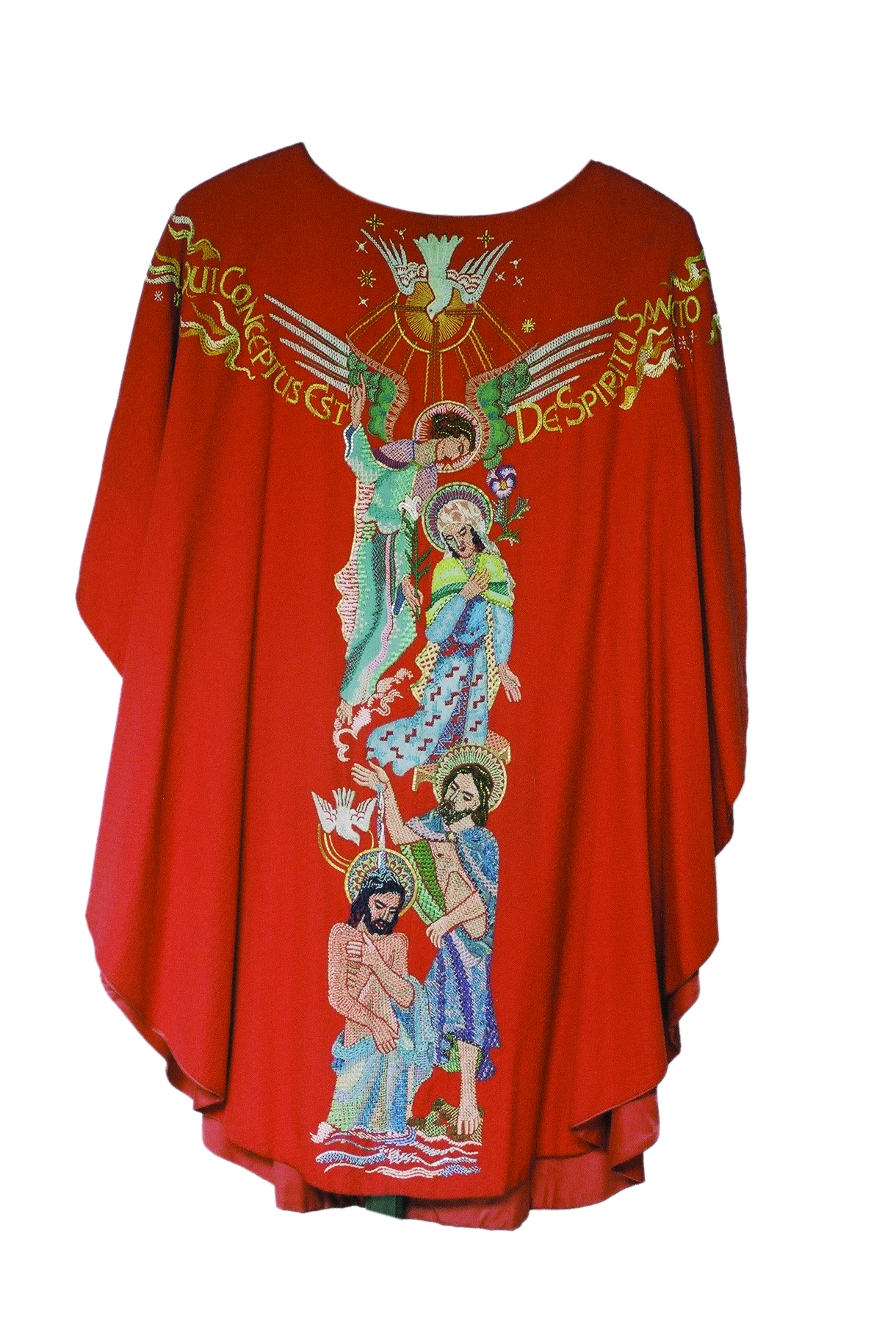
Rode kazuifel van J.L. Sträter in de schilderachtige stijl van circa 1950-1955.

Vanaf 1936 maakte Sträter gebruik van de diensten van de ontwerper Jacques de Wit (1898-1983), die vanaf 1920 bij de Utrechtse edelsmidse van de gebroeders Brom werkzaam was geweest. De Wit had zijn opleiding gevolgd aan de Rijksnormaalschool voor Teekenonderwijzers te Amsterdam en was bij Brom uitgegroeid tot een ervaren ontwerper. Het atelier van Sträter kwam mede dankzij hem tot grote bloei. Uit circa 1940 is een catalogus bewaard gebleven met paramenten gedecoreerd met (fragmenten van) cirkels. Waarschijnlijk gaat het hier om vroeg werk van De Wit.
Het werk van Jacques de Wit van na de oorlog is van een ander karakter. De applicatietechniek werd minder belangrijk, het vrije borduurwerk kreeg de overhand. De ontwerpen zijn expressief, schilderachtig en vrij gecomponeerd. Kenmerkend zijn de kleine golvende motieven, afwisselend hoekig en rond, die gebruikt zijn voor de vormgeving van wolken, vlammen of ranken. Teksten, samengesteld uit onregelmatig gevormde letters, zijn onderdeel van de compositie. Het borduurwerk overschrijdt de begrenzing van de banden of is direct op de stof van het gewaad aangebracht.
De decoraties van De Wit werden in de loop der jaren vrijer en dominanter. Het gewaad vormt als het ware het doek voor de schildering, hoewel de hoofdvorm van het kruis zichtbaar blijft. Alle ontwerpen van Jacques de Wit zijn uitgevoerd in deze heldere en contrasterende kleuren. Binnen één werk werden al gauw meer dan tien kleuren toegepast. Uiteenlopende steekvormen zijn gebruikt om de vlakken te vullen en schaduwen weer te geven. Gezichten, handen en voeten zijn in naaldweefwerk uitgevoerd. Het werk van De Wit voor Sträter is lieflijk, maar ook zowel in het ontwerp en de kleur als de gebruikte borduurtechnieken expressief.

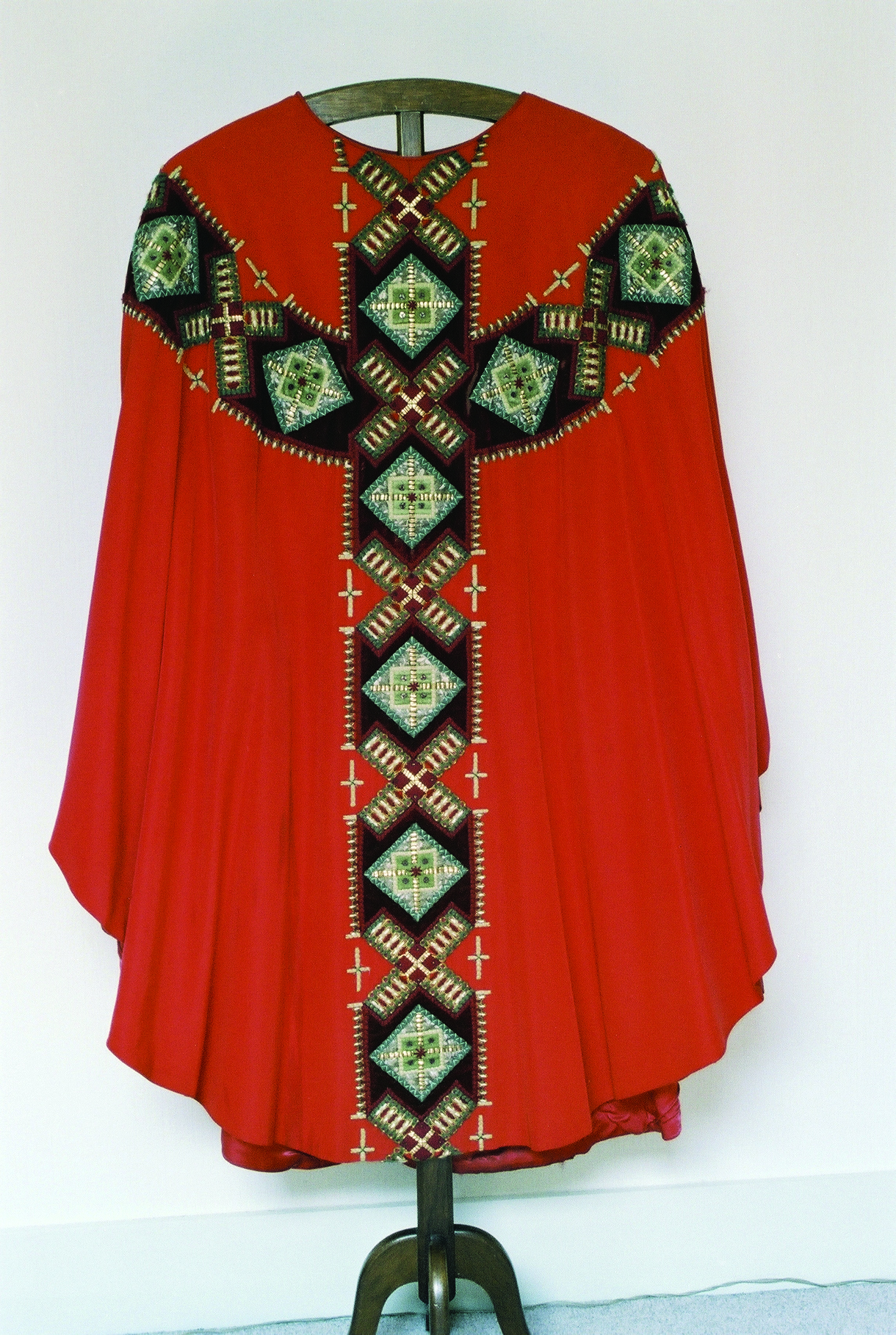
Rode kazuifel van het atelier J.L. Sträter in de geometrische stijl van rond 1960.

Halverwege de jaren vijftig werd het figuratieve ornament vrijwel geheel losgelaten. De brede aurifriezen uit deze periode zijn volledig geometrisch gedecoreerd. De composities bestaan uit zich herhalende blokken, samengesteld uit rechthoeken, ruiten, kruisen, bloemmotieven en vlakvullingen. Voor- en achterzijde zijn vrijwel identiek gedecoreerd. De applicaties zijn uitgevoerd in vilt, modern galon en goudleer, en vastgezet met grove steken van zeer dik, ongetwijnd garen. Er werden voor de wijde gewaden effen stoffen gebruikt: gladde zijde of popeline in dominante kleuren felrood, mosgroen, helpaars. Voor de decoratie werden zo veel mogelijk complementaire kleuren gebruikt als groen op rood en paars op groen. De paramenten van Sträter met deze vormgeving hadden veel succes. Het is niet bekend welke ontwerper hiervoor verantwoordelijk was.

## Werkwijze
Uit de vroege jaren van het atelier Sträter zijn geen gegevens over de omvang of werkwijze beschikbaar; de eerste dateren van vlak na de oorlog. Toen waren er vijftien à zestien meisjes werkzaam, tien jaar later waren het er ongeveer zestig. Meisjes begonnen op veertien- of vijftienjarige leeftijd. Onder leiding van een ervaren borduurster werden ze in ongeveer zes jaar geschoold in allerlei borduurtechnieken. Pas daarna mochten ze aan belangrijk werk beginnen. Goudborduurders schijnen er bij Sträter nog wel in dienst te zijn geweest, vooral ten behoeve van restauraties. Hiervoor was een apart kamertje in gebruik, waar de kostbare materialen goed konden worden weggesloten. Daarnaast werden er thuiswerksters ingeschakeld, vooral in de latere periode, toen de zaken slechter gingen.
Sträter werkte met een zeker idealisme aan de ontwikkeling van zijn borduurwerksters. Zij werden meegenomen naar musea, tentoonstellingen en conferenties. In het atelier werd klassieke muziek gedraaid en ruw taalgebruik was uit den boze. De werkneemsters verdienden niet veel; het was vooral een erebaantje dat bijdroeg aan je algemene vorming.
De ontwerpers hadden een enigszins afwijkende positie en waren niet vast in dienst. Wim Nijs was zelfstandig kunstenaar en liet zijn eigen ontwerpen onder andere uitvoeren door Sträter, waarvoor hij betaalde. Jacques de Wit werkte in opdracht van Sträter. De Wit werkte op freelance basis en leverde ook ontwerpen voor andere opdrachtgevers.

## Opheffing
Eind jaren vijftig, begin jaren zestig vonden er grote veranderingen in de kerk plaats, wat leidde tot onzekerheid en een enorme terugloop in opdrachten. In 1959 werd het filiaal Cox & Charles opgeheven; de naaisters en borduurwerksters gingen over naar Sträter. In 1968 werd het filiaal van P.P. Rietfort opgeheven. Het atelier van J.L. Sträter hield het nog lang vol maar in 1980 was het definitief voorbij.

## Ontwerpers
- Gerda (Gerarda Arnolda Paulina Maria) Blankenheym (*1913)
- Jan (Johannes Hendrikus Antonius) Everts (1899-1993)
- Stan Gall
- Anton A.J. Heyn (*1914)
- Fred Klaasen
- Louis Koenders
- Wim (Wilhelmus Johannes Hyacinthus) Nijs (1902-1961)
- Ella (Elizabeth Maria Raphaëlla) Sliedrecht (*1925)
- Ietje Spoelders-Raven
- Jacques de Wit (1898-1983)

## Belangrijkste werken
- 1935: witte kazuifel en een vaandel van de H. Kindsheid van de parochie van Onze Lieve Vrouwe van Lourdes te Nijmegen.
- 1939: schoudervelum, geëxposeerd op de tentoonstelling van Pro Arte Christiana
- 1946: kazuifel met het Lam Gods en de vier evangelisten. Vervaardigd voor diverse kerken.
- circa 1950-1955: kazuifel met de Genadestoel met de gekruisigde Christus. Op de voorzijde de doop in de Jordaan en de verkondiging aan Maria. Vervaardigd voor diverse kerken.
- circa 1950-1955: vierstel van witte zijde, kazuifel met drie-eenheid, koorkap met de heiligen Nicolaas en Willibrord, dalmatieken met heilige Jezuïeten, schoudervelum met Mirakel van Amsterdam, het wapen van de stad Amsterdam en Ignatius van Loyola. Sint Ignatius van Loyola-kerk (de Zaaier) aan de Rozengracht te Amsterdam (opgeheven 1971).
- circa 1955-1965: Achterhang van de troon in de Ridderzaal.

## Adressen van vestiging
- 1933-1935: Vaartweg 36, Hilversum
- 1935-1938: Veerstraat 7a, Hilversum
- 1938-1956: Heerenstraat 19, Hilversum
- 1956-1963: Vaartweg 54, Hilversum
- 1963-1968: Graaf Florislaan 40, Hilversum
- 1968-1976: Spieghellaan 2, Hilversum
- 1976-1980: Hugo de Grootstraat 37a, Hilversum